# Piazza Sant Oronzo (Lecce)

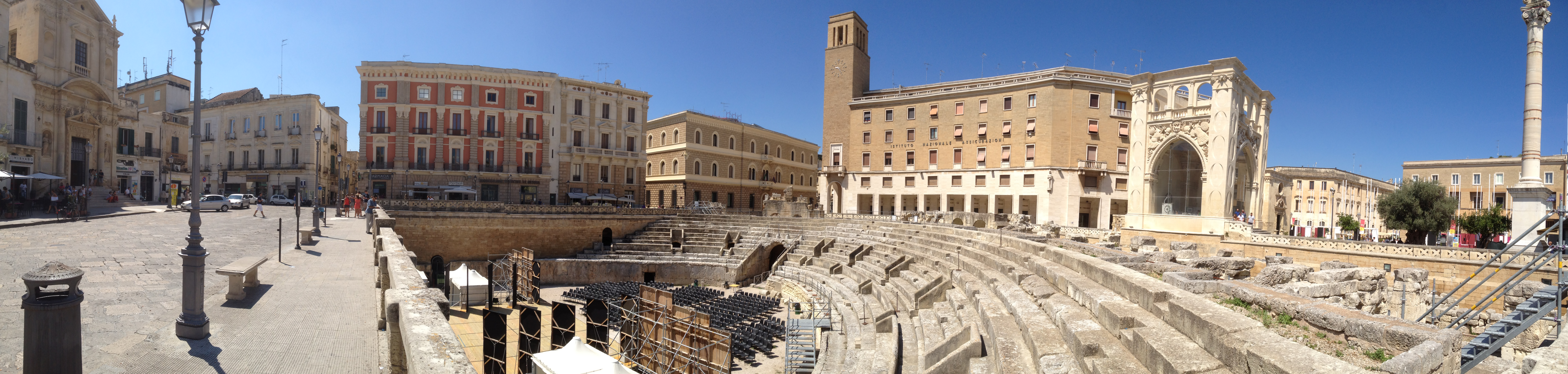
Piazza Sant'Oronzo

La plaça de Sant'Oronzo és avui el vertader centre de la ciutat. Fins a la primera meitat del segle xx, l'aspecte de la plaça era totalment diferent, ja que l'amfiteatre romà dels segles I i II dC encara no s'havia destacat. Antigament es deia Piazza dei Mercanti, aquí hi havia les botigues i les instal·lacions comercials. Des que es va decidir treure a la llum l'amfiteatre l'aspecte de la plaça comença a canviar lentament a causa de l'arquitectura feixista i a la corresponent a l'època posterior al voltant d'aquest espai. A més de l'amfiteatre romà, hi ha alguns monuments importants de la història de Lecce.
Al centre de la plaça es troba el Palazzo del Seggio més conegut per Sedile, una construcció paral·lelepipèdica, amb arcs apuntats, rics frisos amb els escuts de la ciutat i de Felip III d'Espanya, trofeus, armadures, pilars a les cantonades i un gran pòrtic renaixentista a la part superior amb tres arcs delimitats per balustrades. El que es veu és només una part d'un edifici més gran que allotjava les oficines del representant local del Rei i d'altres institucions locals. Va ser construït el 1592 com sala d'audiències i de reunions, Va ser seu municipal fins a 1851.
Al costat del Sedile es troba l'església de Sant Marc, duta a terme per una colònia veneciana en 1543. El portal està flanquejat per dues columnes i una llinda ben decorada on hi ha una lluneta amb l'estàtua tallada del lleó amb el llibre, símbol de l'evangelista Sant Marc
Situada devora de l'amfiteatre, la columna de Sant'Oronzo es va erigir a mitjan segle xvii pels habitants de Lecce, que volien agrair al Sant que posàs fi a una epidèmia de pesta. La columna de l'època romana s'alça sobre un immens paral·lelepípede i acaba amb un capitell corinti on es col·loca l'estàtua del protector en situació de beneir la ciutat. L'estàtua és de fusta però recoberta de coure.
En aquesta plaça es troba també l'església de Santa Maria delle Grazie, construïda entre 1590 i 1606, i es pot observar al frontó la Madonna i estàtues d'àngels. Expressió de la Contrareforma, l'església té una façana molt simple i lineal, en dos nivells, amb un frontó triangular i tres estàtues, la del centre la de la Verge. El primer nivell es divideix per pilastres i té dues columnes estriades, en mig de les quals es troba un elegant portal. Als costats hi ha dos nínxols amb estàtues de sants. El nivell superior replica l'inferior amb una finestra al centre i dos nínxols buits als costats.
L'interior és una creu llatina amb una sola nau coberta per un sostre enteixinat.